# Muzyka żydowska

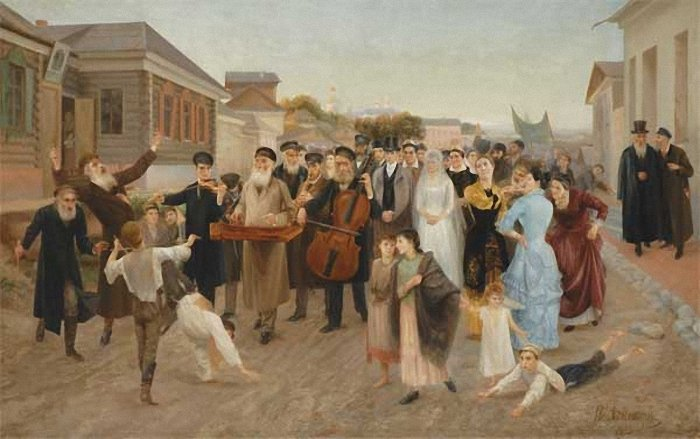
Żydowski ślub Izaak Aszkenazy

Muzyka żydowska – szeroko rozumiana kultura muzyczna Żydów.

## Historia
Pierwszych informacji o muzyce żydowskiej dostarczają księgi Starego Testamentu. Liczne odniesienia do wykonywania przez Żydów pieśni – przede wszystkim w kontekście religijnym, ale nie tylko – i to przy użyciu instrumentów odnajdujemy w takich księgach, jak: Pięcioksiąg, Psalmy, Lamentacje, Pieśń nad pieśniami. Biblia wymienia liczne instrumenty, wspomina również o wykonywanych tańcach. W tym najdawniejszym okresie musiała dominować muzyka wokalna, oparta na skalach wąskozakresowych. Powszechne musiały być obecne wpływy kultur Mezopotamii i Egiptu. W Starożytnym Izraelu muzyka towarzyszyła uroczystościom dworskim w Jerozolimie i Samarii. Tradycja żydowska za tworzącego muzykę, piszącego teksty pieśni uważa króla Dawida.
Szczególnym miejscem, w którym w starożytności rozbrzmiewała muzyka Izraela, była Świątynia Jerozolimska, żydowskie sanktuarium par excellence. To w świątyni rozbrzmiewał śpiew antyfonalny i responsorialny. W Jerozolimie wykonywano psalmy, w ich najróżniejszych kategoriach, zarówno błagalne, jaki uwielbienia. Po zburzeniu Drugiej Świątyni w roku 70 zaczął obowiązywać zakaz używania instrumentów w liturgii. Synagoga wypracowała nowe formy żydowskiej muzyki wokalnej. Żydzi w diasporze ulegali wpływom środowisk, w których przyszło im żyć. W świecie greckim zaadaptowano skale heptatoniczne. Wpływy hiszpańskie zaobserwować można w muzyce synagogalnej Żydów sefardyjskich, niemieckie i wschodnioeuropejskie u Żydów aszkenazyjskich. Pierwszoplanową rolę w kształtowaniu muzyki żydowskiej odgrywali zawsze kantorzy synagogalni. Przy synagogach w Europie istniały duże chóry, wykonujące śpiewy liturgiczne z okazji uroczystości religijnych i wydarzeń ważnych dla społeczności.
Szczególne miejsce zajmuje muzyka chasydów, rozwijająca się przed II wojną światową na dworach świątobliwych cadyków. Muzyka chasydów, prawie zawsze anonimowego autorstwa, łączyła śpiewy z radosnymi tańcami mającymi charakter adoracji Boga.
Obok muzyki czysto religijnej rozwijał się również nurt żydowskiej muzyki świeckiej, ludowej. Żydzi tworzyli własne pieśni historyczne, miłosne, rodzinne, dziecięce, żołnierskie, kołysanki, itp. Szczególne miejsce zajmuje tzw. muzyka klezmerska.
Znanymi powszechnie kompozytorami tworzącymi muzykę żydowską lub stosujący nawiązania do świata kultury żydowskiej byli, m.in.: Ernest Bloch, Max Bruch, Felix Mendelssohn-Bartholdy, Mario Castelnuovo-Tedesco, Arnold Schönberg, Gustav Mahler, Giacomo Meyerbeer, Jacques Offenbach, Jerry Bock.